# Ida Grove
Ida Grove település az Amerikai Egyesült Államok Iowa államában, Ida megyében, melynek megyeszékhelye is. Lakosainak száma 2051 fő (2020. április 1.).

## Népesség
A település népességének változása:

| 2010 | 2 142 |
| 2020 | 2 051 |